# Idelannis Gómez
Idelannis Gómez Feria (9 de febrero de 2002) es una deportista cubana que compite en judo. Ganó dos medallas de oro en los Juegos Panamericanos de 2023, en las categorías de –70 kg y equipo mixto.

## Palmarés internacional
| Juegos Panamericanos | Juegos Panamericanos | Juegos Panamericanos | Juegos Panamericanos |
| Año                  | Lugar                | Medalla              | Categoría            |
| -------------------- | -------------------- | -------------------- | -------------------- |
| 2023                 | Santiago (Chile)     | Medalla de oro       | –70 kg               |
| 2023                 | Santiago (Chile)     | Medalla de oro       | Equipo mixto         |